# Godwin-Austen-Gletscher
Der Godwin-Austen-Gletscher ist ein Gletscher in der pakistanischen Region Gilgit-Baltistan.

## Lage
Der Godwin-Austen-Gletscher hat sein Nährgebiet zwischen dem hufeisenförmigen Grat, der den K2 über den Skyang Kangri mit dem Broad Peak verbindet. Er fließt in südlicher Richtung zum Concordiaplatz. Dort vereinigt er sich mit dem Oberen Baltorogletscher zum Baltorogletscher. Der Godwin-Austen-Gletscher hat eine Länge von etwa 20 km. Die Gletscherfläche beträgt etwa 39 km².
Das Einzugsgebiet des Godwin-Austen-Gletschers wird von folgenden Bergen und Gipfeln eingerahmt: K2 (8611 m), Broad Peak (8051 m), Skyang Kangri (7357 m), Skil Brum (7350 m), Summa Ri I (7286 m) und Praqpa Kangri (7134 m).

## Namensherkunft
Der Gletscher wurde nach Henry Haversham Godwin-Austen benannt. Den Namen schlug der britische Forscher William Martin Conway vor. Der K2, der zweithöchste Berg der Erde, hieß ursprünglich „Mount Godwin-Austen“.